# لغة بين سلافية
اللغة البين سلافية هي لغة مناطقية مبنية على اللغات السلافية. تهدف اللغة البين سلافية إلى تسهيل التواصل بين مختلف ممثلي الدول السلافية، إضافة إلى السماح للأشخاص الذين لا يمكنهم التحدث بأي لغة سلافية بالتواصل مع الأشخاص السلافيين، من الممكن أن تلعب اللغة البين سلافية أيضًا دورًا تعليميًا بالنسبة لهؤلاء الأشخاص.
يمكن تصنيف اللغة البين سلافية على أنها لغة شبه مصطنعة. تعتبر اللغة البين سلافية بالأساس امتدادًا حديثَا للغة السلافونية الكنسية القديمة، لكنها تعتمد أيضًا غلى الأشكال اللغوية المختلفة التي يستخدمها السلافيون، في التواصل مع السلافيين المنتمين لجنسيات أخرى، منذ قرون، على سبيل المثال، في البيئات متعددة الأصول السلافية وعلى الإنترنت، مما يوفر لهم قاعدة علمية. وبذلك، تستند كل من قواعد اللغة ومفرداتها على القواسم المشتركة بين اللغات السلافية، ويتم فيها تجنب عناصر اللغات غير السلافية. يعتبر الفهم الفوري هو المحور الأساسي الذي تستند عليه اللغة البين سلافية، بدلًا من استنادها على عنصر سهولة التعلم، وهو التوازن النموذجي الذي يتحقق في اللغات الطبيعية (ولا يتحقق في اللغات التخطيطية).
تعود أصول اللغة البين سلافية إلى لغات قديمة مصطنعة كالفولابوك والإسبرانتو التي سبقت البين سلافية بقرون: يعود أقدم وصف للغة البين سلافية، الذي كتبه القس الكرواتي جوراج كريزانيك، إلى الفترة ما بين عامي 1659 و1666. أنشئت اللغة البين سلافية، بشكلها الحالي، في عام 2006 تحت اسم «اللغة السلوفينسكية». في عام 2011 خضعت اللغة السلوفينسكية لعملية إصلاح شاملة، ودمجت مع مشروعين آخرين، وشكلت معهما اللغة البين سلافية، وكان التشيكي إيغناك هوسيك هو أول من اقترح هذا الاسم في عام 1908. يمكن الكتابة باللغة البين سلافية باستخدام الأحرف الهجائية اللاتينية والكريلية.

## خلفية
يرتبط تاريخ اللغة البين سلافية أو السلافية الشاملة ارتباطًا وثيقًا بالقومية السلافية، وهي أيديولوجيا تسعى إلى توحيد جميع السلافيين ثقافيًا وسياسيًا، بالاستناد إلى مفهوم معين يفيد بأن السلافيين بالمجمل هم جزء من دولة سلافية واحدة. ظهرت، جنبًا إلى جنب مع هذا الاعتقاد، الحاجة إلى وجود لغة شاملة سلافية واحدة. كانت اللغة الروسية مرشحًا قويًا لشغل هذه الوظيفة، كونها كانت لغة أكبر دولة سلافية (والدولة السلافية الوحيدة خلال أغلب سنوات القرن التاسع عشر) واللغة الأم لأكثر من نصف السلافيين. حاز هذا الخيار على شعبية كبيرة في روسيا، وأيده أيضًا القوميون السلافيون في الخارج، كالسلوفاكي لودويت شتور، بينما رأى آخرون في اللغة السلافونية الكنسية القديمة حلًا أفضل وأكثر حيادية. كانت اللغة البين سلافية، خلال القرون السلابقة، لغة إدارية في جزء كبير من العالم السلافي، وكانت ما تزال تستخدم على نطاق واسع في القداسات الأرثوذكسية، حيث لعبت دورًا مشابهًا للغة اللاتينية في الغرب. كانت للغة السلافونية الكنسية القديمة ميزة إضافية لكونها تشبه -إلى حد بعيد- السلف المشترك للغات السلافية، البروتوسلافية. على الرغم من ذلك، كان للغة السلافونية الكنسية القديمة عدة عيوب عملية: إذ كانت تكتب بحروف كريلية قديمة للغاية، وكانت قواعدها معقدة، واحتوت مفرداتها على العديد من الكلمات القديمة، فضلًا عن عدم احتوائها على مصطلحات تشير إلى المفاهيم الحديثة. وعليه، حملت الأمثلة المبكرة لمشاريع اللغة القومية السلافية هدف تحديث اللغة السلافونية الكنسية القديمة وتكييفها مع احتياجات التواصل اليومي.

### المشاريع المبكرة
كُتبت أولى قواعد الغة البين سلافية من قبل القس الكرواتي جوراج كريزانيك في عام 1665. أطلق كريزانيك على هذه اللغة اسم «لغة راسكي»، وكانت تعتمد في الغالب على خلط النموذج الروسي للغة السلافونية الكنسية القديمة مع لهجته الكرواتية الشاكافيانية الجنوبية. لم يستخدم كريزانيك اللغة الجديدة على هذا النحو فقط، بل استخدمها أيضًا في أعمال أخرى، بما في ذلك أطروحة سياسة (1663 - 1666). كانت نسبة الكلمات التي يعود أصلها إلى اللغة السلافية المشتركة في أطروحة سياسة، وفقًا لتحليلات السلافي الهولندي توم إيكمان، 59%، بينما كانت نسبة الكلمات الروسية والسلافونية الكنسية 10%، أما نسبة الكلمات الكرواتية فيها فقد كانت 9%، و2.5% من كلمات الأطروحة كانت باللغة البولندية.
لم يكن القس الكرواتي جوراج كريزانيك أول من حاول الكتابة بلغة يمكن فهمها من قبل جميع السلافيين، إذ قام الكاهن الكرواتي، شيميه بودينيك، في عام 1583، بترجمة كتاب خلاصة العقيدة المسيحية للمؤلف الهولندي بيتر كانيسيوس إلى اللغة السلوفينية.
بُذلت، بعد كريزانيك، عدة جهود أخرى لإنشاء لغة تجمع المتحدثين باللغات السلافية، ومن الأمثلة البارزة على ذلك محاولة المحامي السلوفاكي جان هيركيو (من مواليد عام 1786 وتوفي عام 1853) لإنشاء «اللغة السلافية الجامعة»، التي نُشرت عام 1826 باللغتين اللاتينية والسلوفاكية. كان هذا المشروع، على عكس مشروع كريزانيك، أقرب إلى اللغات السلافية الغربية.
كان العمل على مشاريع اللغة السلافية القومية في القرن التاسع عشر، في غالب الأمر، حكرًا على السلوفينين والكرواتيين. كان الروس في عصر الصحوة الوطنية هذا، هم السلافيون الوحيدون الذين يملكون دولتهم الخاصة؛ فيما سكن السلافيون الآخرون في بلدان كبيرة غير سلافية، ولم تكن الحدود بين البلدان واضحة في غالب الأمر. كان، من بين الجهود العديدة المبذولة في سبيل وضع معايير مكتوبة للغات السلافية الجنوبية، جهود لتأسيس لغة سلافية جنوبية مشتركة تحت مسمى اللغة الإيليريونية، وكان من المتوقع لهذه اللغة أن تصبح لغة أدبية جامعة للسلافيين في المستقبل. كان عمل ماتيا مايار (من مواليد عام 1809 وتوفي في 1892)، السلافي النمساوي الذي تحول فيما بعد إلى القومية السلافية، ذو أهمية خاصة، إذ نشر في عام 1865 كتاب «قواعد الإملاء المشتركة في اللغة السلافية». افترض مايار، في كتابه هذا، أن أفضل طريقة لتواصل السلافيين مع المجموعات السلافية الأخرى تكمن في أخذ لغتهم الخاصة واعتمادها كنقطة بداية، ثم العمل على تعديلها في عدة خطوات. اقترح مايار أولًأ، تغيير قواعد الإملاء في كل اللغات الفردية وتوحيدها في مجموعة قواعد سلافية مشتركة، ثم وصَف مايار القواعد اللغوية التي تستند إلى مقارنة اللغات السلافية الخمس الأساسية التي كانت منتشرة على أيامه، وهي اللغة السلافونية الكنسية القديمة، والروسية والبولندية والرتشيكية والصربية. استخدم مايار اللغة الجديدة المشتركة، إضافة إلى استخدامها في الكتاب الذي يتحدث عن اللغة بحد ذاتها، في السيرة الذاتية للأخوين كيرلس وميثوديوس، وفي مجلة سلافيان التي نشرها في عامي 1873 و187. من الممكن رؤية جزء من هذه اللغة، في يومنا هذا، على مذبح كنيسة مايار في مدينة غورتشاك النمساوية. نشر في تلك الفترة كل من الكرواتي ماتيا بان، والسلوفاني رادوسلاف رازلاك، وبوزايدار رايك، إضافة إلى البلغاري المقدوني غريغور بارليتشبف بعض المشاريع الأخرى باللغة السلافية القومية، وذلك من خلال دمج الغة السلافونية الكنسية القديمة مع عناصر من اللغات السلافية الجنوبية الحديثة.